# Martin Archer
Martin Archer  (* 1957 in Sheffield, Yorkshire) ist ein britischer Musiker (Violine, Saxophone, Perkussion, Bass, electronics), Komponist und Bandleader im Bereich des Jazz und der improvisierten Musik.

## Leben und Wirken
Archer begann als Jugendlicher Saxophon zu spielen und gehörte ab 1973 in Sheffields Szene der improvisierten Musik an, als Saxophonist beeinflusst von Vorbildern wie Evan Parker und Anthony Braxton. Anfang der 80er nahm er eine erste LP mit seiner Formation Bass Tone Trap auf; 1983 gründete er das Saxophonquartett Hornweb das zehn Jahre bestand und drei Alben vorlegte. 1988 entstand Archers erstes Soloalbum Wild Pathway Favourites und in diesem Jahr entstand auch sein eigenes Plattenlabel Discus, auf dem seitdem seine Aufnahmen erscheinen, u. a. im Duo mit Julie Tippetts. 1993 löste er die Band Hornweb auf und wandte sich seinem Network-Projekten zu, in denen er mit Synthesizern und Sequenzern im Studio arbeitete. Seine Arbeitsweise beinhaltet die Einspielung von improvisierten Soli und der Nachbehandlung des Materials, indem er elektronische Effekte einsetzt. Mit dieser Technik entstanden Werke wie Wild Pathway Favourites, Ghost Lily Cascade (1996) und Pure Water Construction (1999), bei dem er mit dem Bassisten Simon H. Fell zusammenarbeitete. Neben seinem Soloarbeiten spielte Archer daneben im Duo Ask mit dem Gitarristen John Jasnoch sowie in der Formation Transient v Resident, einem Ambient-electronics-Projekt mit Chris Bywater. Zu seinen aktuellen Bands gehören Anthropology Band, Deep Tide Quartet, Orchestra of the Upper Atmosphere und Das Rad. 2020 legte er das Album Anthropology Band vor.

## Diskographische Hinweise
- English Commonflowers (Discus, 2000–02)
- Julie Tippetts & Martin Archer Vestigium (Discus, 2013)
- Sunshine! Quartet (2017)
- Martin Archer & Engine Room Favourites: See You Soon Or See You Sometime Safety Signal from a Target Town (Discus Music, 2018)
- Ron Caines / Martin Archer Axis: Les Oiseaux de Matisse (Discus, 2018)
- Martin Archer Trio: See You Soon or See You Sometime (Discus, 2022), mit Michael Bardon, Walt Shaw